# Владимир Александрович
Владѝмир Алекса̀ндрович (на руски: Владимир Александрович) е руски велик княз и генерал от инфантерията.
Роден е на 22 април (10 април стар стил) 1847 година в Санкт Петербург като трети син на бъдещия император Александър II от династията Холщайн-Готорп-Романов и германската принцеса Мария Хесенска. От ранна възраст получава различни длъжности в армията, по време на Руско-турската война от 1877 – 1878 година командва Дванадесети армейски корпус, който се проявява в битката при Мечка – Тръстеник. От 1881 година е командващ войските на гвардията и Петербургския военен окръг. През януари 1905 година издава заповедта за насилствено разпръскване на опозиционна демонстрация, което поставя началото на Руската революция. Няколко месеца по-късно напуска постовете си заради недоволството на императрица Александра Фьодоровна от брака на сина му Кирил Владимирович с бившата съпруга на нейния брат.
Владимир Александрович умира на 17 февруари (4 февруари стар стил) 1909 година в Санкт Петербург.